# Amelia di Leuchtenberg
Amelia di Leuchtenberg (in portoghese: Amélia Augusta Eugênia de Leuchtenberg; in francese: Amélie Auguste Eugénie de Leuchtenberg; Milano, 31 luglio 1812 – Lisbona, 26 gennaio 1873) Duchessa di Leuchtenberg, fu imperatrice del Brasile come seconda moglie dell'Imperatore Pietro I.
Era nipote di Josephine de Beauharnais Imperatrice dei francesi. Suo padre, Eugenio di Beauharnais, era l'unico figlio maschio dell'imperatrice Giuseppina e del suo primo marito, Alexandre de Beauharnais e figliastro di Napoleone Bonaparte, che ammirava le sue qualità militari. La madre dell'Imperatrice Amelia era la Principessa Augusta Amelia, figlia di Massimiliano I Re di Baviera.

## Biografia
Amelia era la quartogenita del generale Eugène de Beauharnais e di sua moglie, la principessa Augusta di Baviera. Suo padre era il figlio di Joséphine de Beauharnais e del suo primo marito, visconte Alexandre de Beauharnais. Napoleone III era suo cugino di primo grado.

### Matrimonio
Dopo la morte della sua prima moglie, arciduchessa austriaca Maria Leopoldina, nel mese di dicembre 1826, l'imperatore Pietro I del Brasile (re Pietro IV del Portogallo, solitamente indicato come Don Pedro) inviò il Marchese di Barbacena in Europa per trovargli una seconda moglie.
Il suo compito non era facile, diversi fattori complicavano la ricerca. In primo luogo, Don Pedro aveva posto quattro condizioni: un buon ambiente familiare, la bellezza, la virtù e la cultura. Al contrario, l'imperatore del Brasile non godeva di una buona reputazione in Europa: il suo rapporto con la Marchesa di Santos era noto, e poche principesse ammissibili avrebbero lasciato le corti d'Europa per sposare un uomo che aveva la reputazione di essere infedele, dovendo adottare anche cinque figliastri. A peggiorare le cose, l'ex suocero di Don Pedro, Francesco I d'Austria, aveva una bassa opinione su di lui, e apparentemente agì per scongiurare un nuovo matrimonio al fine di garantire ai propri nipoti di ereditare il trono del Brasile una volta raggiunta la maggiore età.
Dopo il rifiuto di otto principesse, l'ambasciatore fu oggetto di disprezzo nelle corti d'Europa, tanto che l'imperatore si dovette accontentare di cercare una moglie semplicemente "buona e virtuosa". A questo punto Amelia ebbe una buona possibilità; il loro incontro non fu organizzato da Barbacena, ma da Domingos Borges de Barros, visconte di Pedra Branca, ministro a Parigi. L'unico "difetto" di Amelia era che suo padre, legato a Napoleone Bonaparte, non era stato riconosciuto come reale per l'odio ancora vivo contro l'imperatore francese. La principessa però era alta, molto bella, ben proporzionata, con un viso delicato. Aveva occhi azzurri e i capelli erano di un castano-dorato.
Il Marchese di Resende, venne inviato per verificare la bellezza della giovane donna, dopodiché scrisse all'imperatore dicendo che aveva "un fisico che piace, paragonato ai dipinti di Correggio della Regina di Saba ". Era anche colta e sensibile. Su un articolo del The Times di Londra, si affermava che lei era una delle principesse più istruite e più preparate nel mondo tedesco.
Il contratto matrimoniale venne firmato in Inghilterra, il 29 maggio 1829, e ratificato il 30 giugno a Monaco di Baviera dalla madre di Amelia, la duchessa di Leuchtenberg. Alla conferma del matrimonio, Don Pedro chiuse definitivamente la sua relazione con la Marchesa di Santos e, come prova delle sue buone intenzioni, istituì l'Ordine della Rosa, con il motto "Amor e Fidelidade" ("Amore e fedeltà"). Un matrimonio per procura venne celebrato il 2 agosto nella cappella del Palazzo Leuchtenberg a Monaco di Baviera. Don Pedro fu rappresentato dal Marchese de Barbacena.

### Arrivo in Brasile e vita da imperatrice
Amelia salpò per il Nuovo Mondo da Ostenda, in Belgio, sulla fregata Imperatriz, e arrivò a Rio de Janeiro, il 15 ottobre 1829. Secondo la tradizione, si dice che dopo aver sentito avvicinarsi la nave al porto, Don Pedro salpasse su un rimorchiatore per arrivare sul lato opposto della fregata, e che rimase folgorato nel vedere la moglie sul ponte. Il giorno dopo, a mezzogiorno, sotto una pioggia battente, Amelia sbarcò e fu ricevuta con una solenne processione.
L'Imperatrice Amelia sposò il 17 ottobre 1829 l'imperatore del Brasile, Pietro I (Pietro IV Re del Portogallo).
Dopo la cerimonia avvenne una celebrazione pubblica con fuochi d'artificio, e un grande banchetto di stato per la corte.
Al momento di insediarsi nel palazzo imperiale, il Paço de São Cristóvão, Amelia stabilì il francese come lingua di corte e adottò un cerimoniale modellato su quello delle corti europee. Cercò di aggiornare la cucina e la moda, ristrutturò il palazzo, acquistò nuove stoviglie e posate, e tentò di raffinare i costumi della corte. Raggiunse almeno un parziale successo in questa ultima impresa, tanto che l'eleganza della imperatrice divenne famosa a livello internazionale.
Il loro matrimonio era felice, a differenza del primo, e Amelia ebbe un buon rapporto con tutti i figliastri. La sua bellezza, il suo buon senso, e la sua gentilezza conquistarono l'affetto del marito e dei suoi figli. Poco dopo il matrimonio, un viaggiatore francese riferì: "sembra che l'imperatrice continui ad esercitare la sua influenza sui figli di Don Pedro. I felici risultati sono già evidenti. Ha già fatto notevoli lavori di ristrutturazione al palazzo, e l'ordine vi ha cominciato a regnare; l'educazione delle principesse è controllata e diretta personalmente dalla imperatrice ", con la stessa cura per l'erede al trono, il piccolo Pedro de Alcântara (poi Pedro II del Brasile), la prova è che cominciarono a chiamarla "Mamae" ("mamma"). Amelia manifestò sempre il suo affetto per Pedro II, e mantenne una corrispondenza con lui fino alla fine della sua vita, cercando di istruirlo e sostenerlo. Don Pedro II ricambiò la sua gentilezza, sollecitando il suo aiuto nell'organizzazione di matrimoni per le sue figlie e la sua visita a Lisbona nel 1871.
La sua presenza è stata importante anche nel ripristino della popolarità del marito, dandogli coraggio in un periodo difficile per il nuovo impero, ma l'entusiasmo popolare generato dal matrimonio fu di breve durata. José Bonifácio le consigliò su ciò che il marito avrebbe dovuto fare per riconciliarsi con la gente del Brasile, ma niente funzionò. La precaria situazione economica e politica precipitò in una crisi inevitabile e il 7 aprile 1831 Don Pedro abdicò al trono in favore del figlio.

### Ritorno in Europa
Dopo l'abdicazione, Amelia accompagnò il marito in Europa. Ora gli ex regnanti del Brasile avevano il titolo di Duca e di Duchessa di Braganza. Lei era incinta di tre mesi e soffrì di nausea durante il viaggio in mare. Dopo il rifornimento della nave a Faial nelle Azzorre, arrivarono a Cherbourg, il 10 giugno 1831. Furono ricevuti con tutti gli onori, accolti con 21 cannonate e salutati da 5 000 soldati della Guardia Nazionale. La prefettura della città offrì loro un palazzo come alloggio, ma solo dieci giorni dopo il loro arrivo Don Pedro partì per Londra, lasciando Amelia a Cherbourg, dove fu raggiunta da Maria da Glória, regina del Portogallo, il 23 dello stesso mese. Successivamente Amelia stabilì la sua residenza a Parigi.
Il 30 novembre 1831 Amelia dette alla luce la principessa Maria Amelia del Brasile, che fu la sua unica figlia. Suo padre espresse la sua felicità in una lettera al giovane Don Pedro II: "La Divina Provvidenza ha pensato bene di diminuire la tristezza del mio cuore paterno che soffre per la separazione da VMI (Vossa Majestade imperiale, "Vostra Maestà Imperiale"), dando a me una figlia e, a VMI, un'altra sorella".
Nel frattempo, Don Pedro I, iniziò una sanguinosa battaglia contro suo fratello Don Miguel I per la corona portoghese, in nome di sua figlia Maria da Glória. Dopo aver ricevuto la notizia della vittoria del duca a Lisbona, Amelia lasciò la figlia e la figliastra per raggiungere il Portogallo, arrivando nella capitale il 22 settembre 1833. Sconfitto Miguel ed esiliatolo dal Portogallo, Don Pedro e la sua famiglia si stabilirono prima al Palazzo Ramalhão e poi al Palazzo di Queluz.

### Vedovanza e ultimi anni

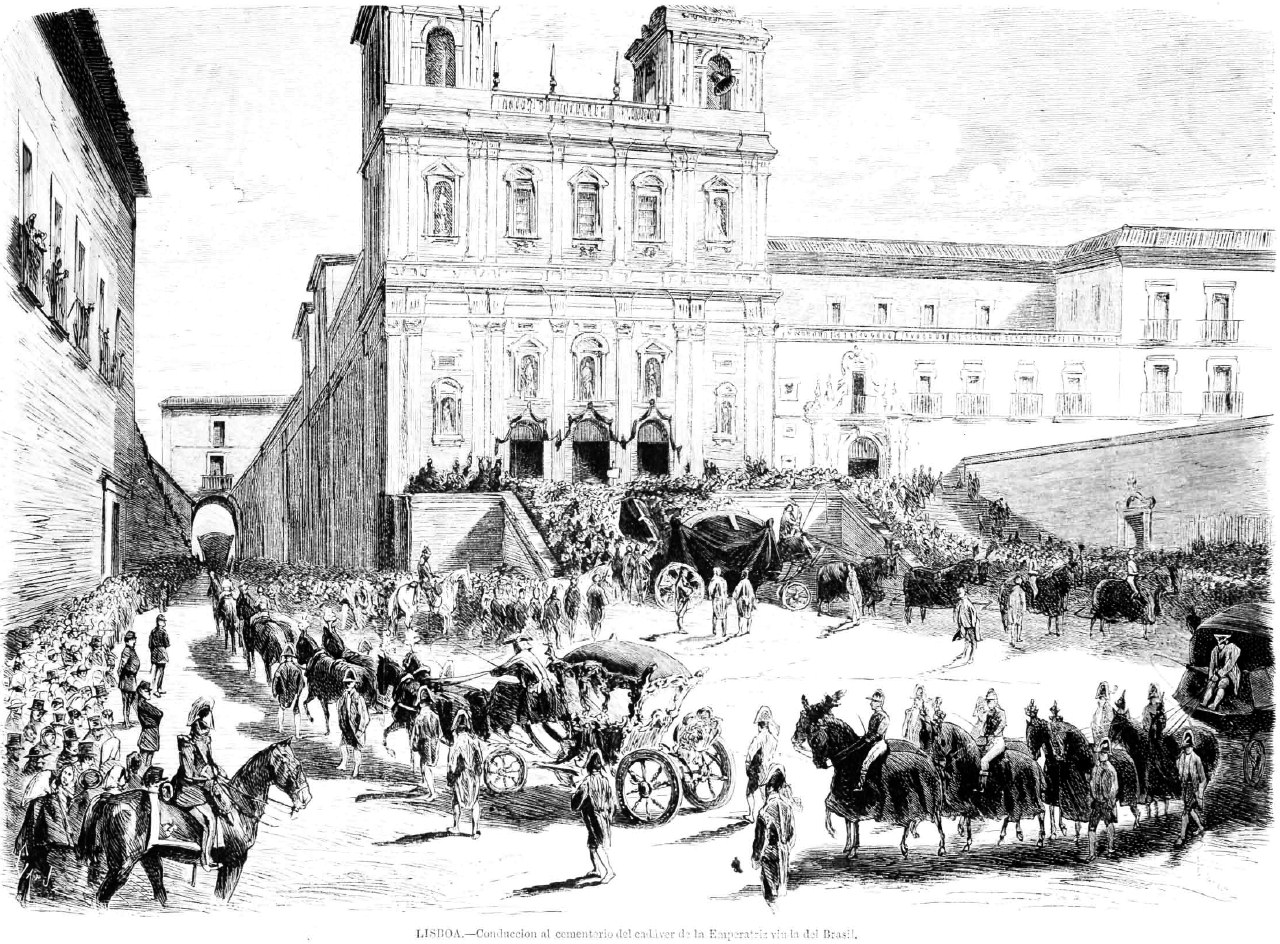
Il funerale di Amelia a Lisbona

La vita avventurosa di Don Pedro aveva minato la sua salute, contrasse la tubercolosi e morì il 24 settembre 1834. Don Pedro stipulò un'eredità per i suoi altri figli illegittimi, riducendo l'eredità di Amelia e sua figlia.
Amelia non si risposò. Si trasferì al Palazzo de Alvor-Pombal (ora Museo Nazionale d'Arte Antica), dedicandosi alle opere di carità e all'istruzione della figlia. Nel 1852, la principessa Maria Amelia cominciò a mostrare i sintomi della tubercolosi e morì, all'età di 22 anni, il 4 febbraio 1853 a Funchal. La sua morte colpì profondamente Amelia che in sua memoria finanziò la costruzione di un ospedale, ancora oggi esistente a Funchal, chiamato "Princesa Dona Maria Amélia". Ad ogni anniversario della morte della figlia faceva visita alla sua tomba a Funchal.
Lasciò le sue proprietà in Baviera all'arciduca Massimiliano, "che sarei stata felice di potere avere avuto come genero se Dio avesse salvato la mia amata figlia Maria Amelia".

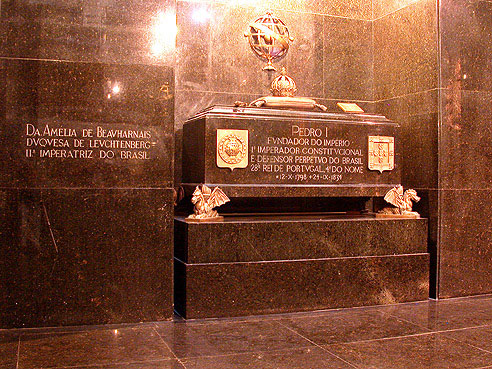
Il monumento funebre di Amelia e del marito Pietro I del Brasile a San Paolo del Brasile

Dopo la morte di sua figlia, Amelia si stabilì di nuovo a Lisbona, dove morì il 26 gennaio 1873, all'età di 60 anni. Secondo i termini della sua volontà, la sorella, la regina di Josephine di Svezia, era il suo erede principale (ricevette, tra le altre cose, la tiara Braganza); molti documenti relativi a Don Pedro sono stati rivendicati dal Brasile, dove sono custoditi nell'Archivio Storico del Museo Imperiale del Brasile a Petrópolis.
I suoi resti furono trasportati nel 1982 nella cripta del Monumento all'Indipendenza del Brasile a San Paolo.

## Titoli
- Principessa di Baviera
- Duchessa di Leuchtenberg
- Sua Altezza Reale la Duchessa di Braganza
- Sua Maestà Imperiale e Reale l’Imperatrice del Brasile dal 2 agosto 1829 al 7 aprile 1831

## Discendenza

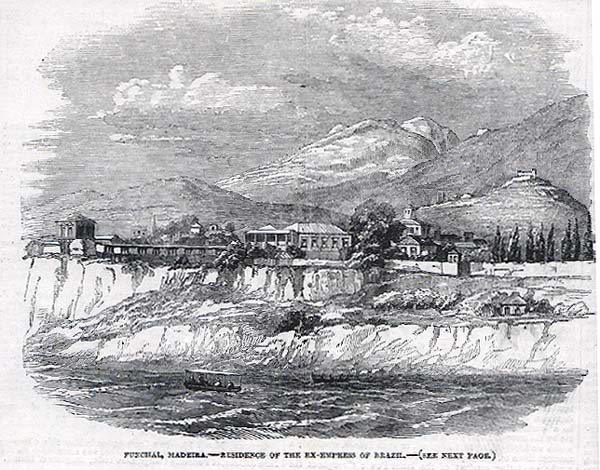
Funchal, in una incisione pubblicata su "The Illustrated London News" 1880 circa.

Da Pietro IV del Portogallo Amelia Augusta ebbe una sola figlia:
- Maria Amelia di Braganza (1831 – 1853), Principessa del Brasile, che morì di tubercolosi a Funchal nell'Isola di Madera, all'età di 21 anni.

## Antenati
|                                                |                                            |                                                        | Genitori                                                              |  |  | Nonni |  |  | Bisnonni                |  |  | Trisnonni             |  |
|                                                |                                            |                                                        |                                                                       |  |  |       |  |  | François de Beauharnais |  |  | Claude de Beauharnais |  |
|                                                |                                            |                                                        |                                                                       |  |  |       |  |  | François de Beauharnais |  |  | Claude de Beauharnais |  |
|                                                |                                            | Renée Hardouineau de Laudanière                        |                                                                       |  |  |       |  |  | François de Beauharnais |  |  |                       |  |
| Alessandro di Beauharnais                      |                                            |                                                        |                                                                       |  |  |       |  |  | François de Beauharnais |  |  |                       |  |
|                                                |                                            | Henriette Pyvart de Chastullé                          | François-Louis de Pyvart de Chastullé                                 |  |  |       |  |  |                         |  |  |                       |  |
|                                                |                                            | Henriette Pyvart de Chastullé                          | François-Louis de Pyvart de Chastullé                                 |  |  |       |  |  |                         |  |  |                       |  |
|                                                |                                            | Henriette Pyvart de Chastullé                          | Jeanne Hardouineau de Laudanière                                      |  |  |       |  |  |                         |  |  |                       |  |
| Eugenio di Beauharnais                         |                                            | Henriette Pyvart de Chastullé                          |                                                                       |  |  |       |  |  |                         |  |  |                       |  |
|                                                |                                            | Joseph-Gaspard Tascher de la Pagerie                   | Gaspard Joseph Tascher de la Pagerie                                  |  |  |       |  |  |                         |  |  |                       |  |
|                                                |                                            | Joseph-Gaspard Tascher de la Pagerie                   | Gaspard Joseph Tascher de la Pagerie                                  |  |  |       |  |  |                         |  |  |                       |  |
|                                                |                                            | Joseph-Gaspard Tascher de la Pagerie                   | Françoise Bourreau de la Chevalerie                                   |  |  |       |  |  |                         |  |  |                       |  |
| Maria Giuseppina Rosa de Tascher de la Pagerie |                                            | Joseph-Gaspard Tascher de la Pagerie                   |                                                                       |  |  |       |  |  |                         |  |  |                       |  |
|                                                |                                            | Rose-Claire des Vergers de Sanois                      | Joseph François des Vergers de Sanois                                 |  |  |       |  |  |                         |  |  |                       |  |
|                                                |                                            | Rose-Claire des Vergers de Sanois                      | Joseph François des Vergers de Sanois                                 |  |  |       |  |  |                         |  |  |                       |  |
|                                                |                                            | Rose-Claire des Vergers de Sanois                      | Catherine Marie Brown                                                 |  |  |       |  |  |                         |  |  |                       |  |
| Amelia Augusta di Leuchtenberg                 |                                            | Rose-Claire des Vergers de Sanois                      |                                                                       |  |  |       |  |  |                         |  |  |                       |  |
|                                                | Federico Michele di Zweibrücken-Birkenfeld | Cristiano III del Palatinato-Zweibrücken               |                                                                       |  |  |       |  |  |                         |  |  |                       |  |
|                                                | Federico Michele di Zweibrücken-Birkenfeld | Cristiano III del Palatinato-Zweibrücken               |                                                                       |  |  |       |  |  |                         |  |  |                       |  |
|                                                | Federico Michele di Zweibrücken-Birkenfeld | Carolina di Nassau-Saarbrücken                         |                                                                       |  |  |       |  |  |                         |  |  |                       |  |
| Massimiliano I Giuseppe di Baviera             | Federico Michele di Zweibrücken-Birkenfeld |                                                        |                                                                       |  |  |       |  |  |                         |  |  |                       |  |
|                                                |                                            | Maria Francesca del Palatinato-Sulzbach                | Giuseppe Carlo del Palatinato-Sulzbach                                |  |  |       |  |  |                         |  |  |                       |  |
|                                                |                                            | Maria Francesca del Palatinato-Sulzbach                | Giuseppe Carlo del Palatinato-Sulzbach                                |  |  |       |  |  |                         |  |  |                       |  |
|                                                |                                            | Maria Francesca del Palatinato-Sulzbach                | Elisabetta Augusta Sofia del Palatinato-Neuburg                       |  |  |       |  |  |                         |  |  |                       |  |
| Augusta di Baviera                             |                                            | Maria Francesca del Palatinato-Sulzbach                |                                                                       |  |  |       |  |  |                         |  |  |                       |  |
|                                                |                                            | Giorgio Guglielmo d'Assia-Darmstadt                    | Luigi VIII d'Assia-Darmstadt                                          |  |  |       |  |  |                         |  |  |                       |  |
|                                                |                                            | Giorgio Guglielmo d'Assia-Darmstadt                    | Luigi VIII d'Assia-Darmstadt                                          |  |  |       |  |  |                         |  |  |                       |  |
|                                                |                                            | Giorgio Guglielmo d'Assia-Darmstadt                    | Carlotta di Hanau-Lichtenberg                                         |  |  |       |  |  |                         |  |  |                       |  |
| Augusta Guglielmina d'Assia-Darmstadt          |                                            | Giorgio Guglielmo d'Assia-Darmstadt                    |                                                                       |  |  |       |  |  |                         |  |  |                       |  |
|                                                |                                            | Maria Luisa Albertina di Leiningen-Dagsburg-Falkenburg | Cristiano Carlo Reinardo di Leiningen-Dachsburg-Falkenburg-Heidesheim |  |  |       |  |  |                         |  |  |                       |  |
|                                                |                                            | Maria Luisa Albertina di Leiningen-Dagsburg-Falkenburg | Cristiano Carlo Reinardo di Leiningen-Dachsburg-Falkenburg-Heidesheim |  |  |       |  |  |                         |  |  |                       |  |
|                                                |                                            | Maria Luisa Albertina di Leiningen-Dagsburg-Falkenburg | Caterina Polissena di Solms-Rödelheim                                 |  |  |       |  |  |                         |  |  |                       |  |
|                                                |                                            | Maria Luisa Albertina di Leiningen-Dagsburg-Falkenburg |                                                                       |  |  |       |  |  |                         |  |  |                       |  |